# Nils Gottschick
Nils Gottschick (* 9. Oktober 1993 in Berlin) ist ein deutscher Fußballspieler.

## Karriere
Gottschick spielte in seiner Jugend für den Berliner SV 1892, Hertha 03 Zehlendorf und Hertha BSC. Im Sommer 2012 wurde er vom Regionalligisten Germania Halberstadt unter Vertrag genommen. In seiner ersten Saison im Seniorenbereich gelangen ihm sechs Tore und fünf Vorlagen. Im Heimspiel gegen den VfB Auerbach gelangen ihm alle vier Treffer der Halberstädter. Im Sommer 2014 wechselte er ablösefrei zum Zweitliga-Absteiger Energie Cottbus. Er erhielt einen Einjahresvertrag für die 3. Liga.
Im Sommer 2015 wechselte Gottschick zum Regionalligisten Berliner AK 07. Dort kam er in der Regionalliga Nordost auf 16 Einsätze und erzielte dabei ein Tor. Im Januar 2016 wurde Gottschick von der TSG Neustrelitz verpflichtet, für die er 14 Spiele absolvierte, bevor in der Sommerpause desselben Jahres zum 1. FC Lokomotive Leipzig wechselte. Dort blieb er bis Juni 2019, als der Verein bekannt gab, den auslaufenden Vertrag nicht verlängern zu wollen. Daraufhin wechselte Gottschick in die Oberliga zum FSV 63 Luckenwalde. Mit Luckenwalde stieg er 2020 in die Regionalliga auf. 2023 verließ er den Verein. Seit Sommer 2024 spielt Gottschick in der Landesklasse beim SV Viktoria Potsdam. 